# NHK
NHK Nippon Hōsō Kyōkai (日本放送協会) o Corporació Emissora del Japó és una emissora pública japonesa. Ràdio Tòquio és un nom informal per a la NHK, referint-se al seu rol original com a companyia de radiodifusió. Actualment operen dos serveis de televisió terrestres (NHK General TV i NHK Educational TV, respectivament: Televisió General NHK i Televisió Educacional NHK), tres serveis satel·litzats (NHK BS-1, NHK BS-2 i NHK Hi-Vision-transmissió d'alta definició), i tres emissores de ràdio (NHK Ràdio 1, NHK Ràdio 2 i NHK FM). Per a l'estranger emet també NHK World TV, NHK World Premium i NHK World Radio (que en català volen dir: TV Mundial NHK, Mundial Superior NHK i Ràdio Mundial NHK).

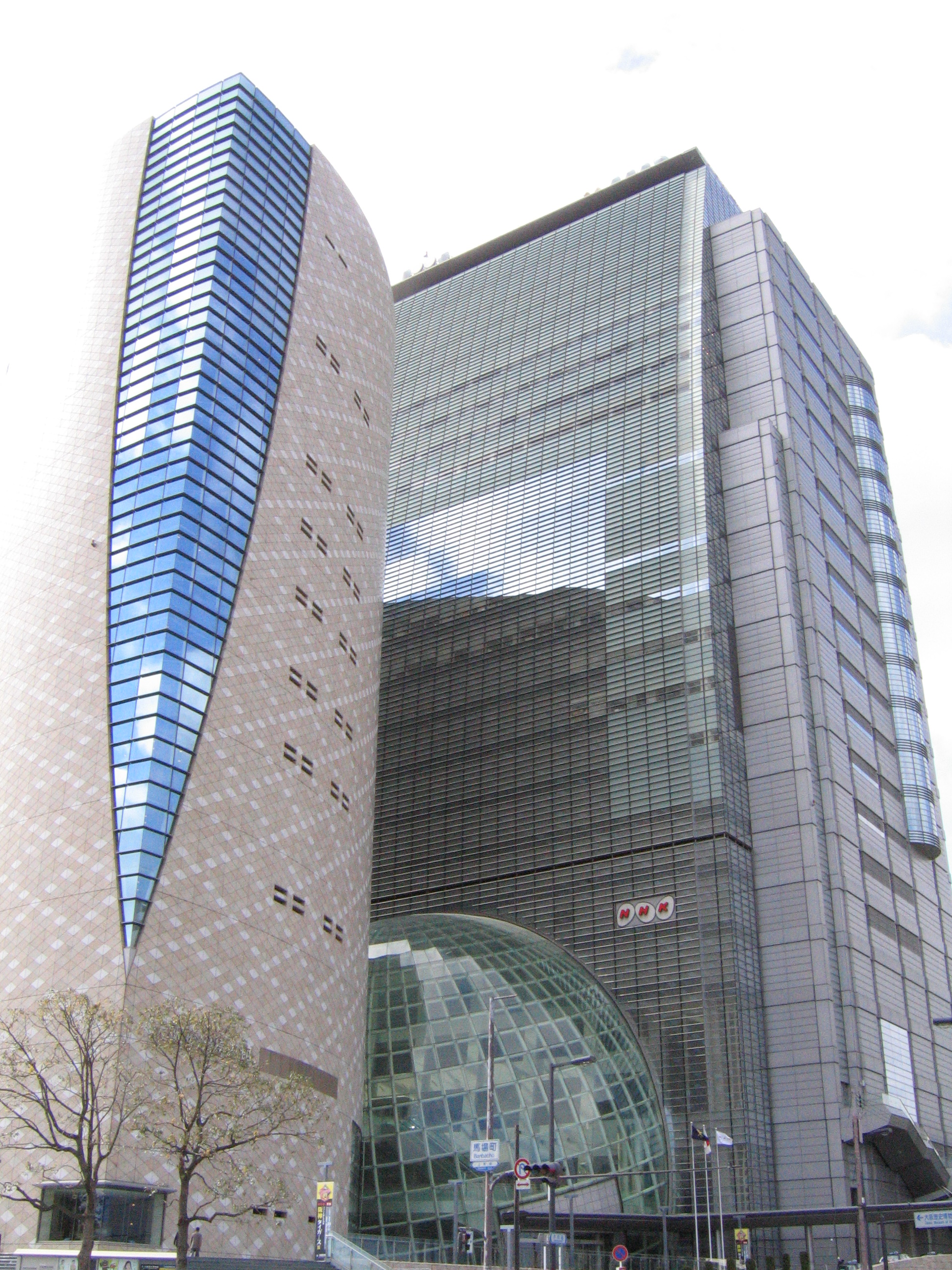
NHK a Osaka

## Història
NHK va ser fundada en 1926, modelada a força de la companyia britànica de ràdio BBC. Una segona emissora de ràdio va ser iniciada en 1931 amb un servei d'ona curta emès cap a l'estranger a partir de 1935.
El novembre de 1941, l'exèrcit imperial japonès va nacionalitzar totes les agències de notícies públiques i va coordinar els seus esforços a través d'un comitè confidencial de relació d'informació, el qual incloïa a representants de l'Exèrcit, la Marina, el Ministeri de Relacions Exteriors, l'Oficina d'Informació Estatal, l'Agència d'Informació del Gabinet, el Ministre d'Interior, el Ministre de la Gran Àsia Oriental, el Ministre de Transport, l'Agència de notícies Domei i la NHK. En endavant, tots els reports de notícies publicades o emeses es van convertir en anuncis oficials de la caserna general de l'exèrcit imperial a Tòquio durant la Segona Guerra Mundial.
La NHK va començar la seva transmissió per televisió en 1953 i en 1960 va emetre la seva primera transmissió a color.
NHK World TV (Televisió Mundial NHK) va iniciar la seva emissió el 1995. Tota la xarxa NHK va digitalitzar el seu senyal en el 2000.

## Programes

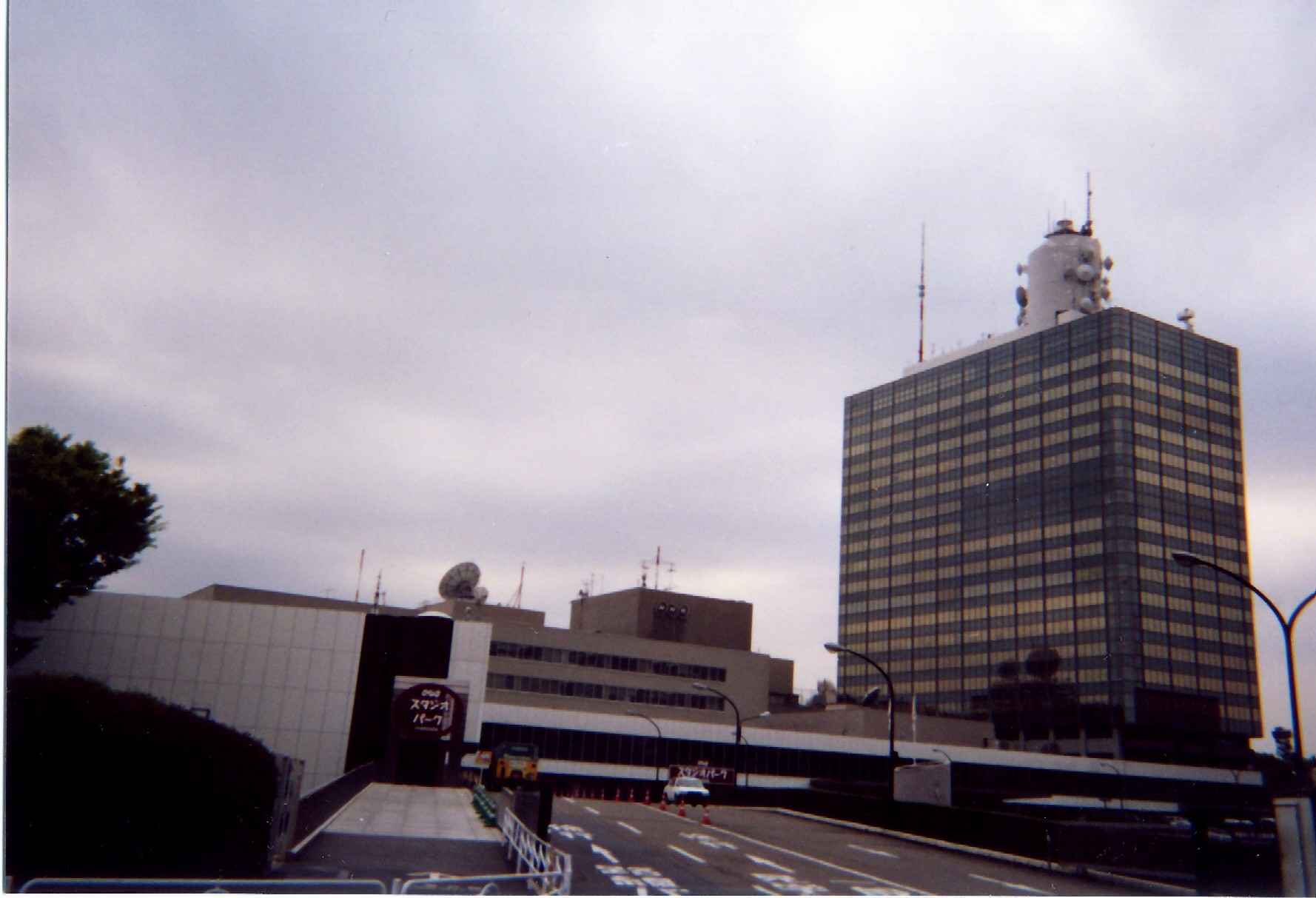
NHK a Shibuya

NHK General TV transmet una varietat de programes:
- Notícies: Reportis locals, nacionals i internacionals.
- Temps: El temps en detall, a nivell nacional i internacional.
- Esports: NHK transmet els sis grans tornejos anuals de Summe, el campionat de beisbol col·legial des del Koshien Stadium, els Jocs Olímpics i una gamma d'altres esports.
- Anàlisis de notícies: La xarxa presenta reportatges especials en assumptes d'actualitat, debats polítics i programació similar.
- Música: L'esdeveniment principal de l'any és el Kōhaku Uta Gassen per Any Nou. La programació setmanal inclou una hora d'afeccionats i presentacions estel·lars per a totes les edats.
- Drama: Un asadora drama (presentació sentimental matinera, actualment s'emet Imo Tako Nankin), un jidaigeki (drama ambientat en l'època Edo) setmanal i una presentació per a la tercera edat, el Taiga drama (ficció històrica anual, actualment s'emet Kōmyō-ga-tsuji: Yamauchi Kazutoyo no Tsuma).
- Documentals: NHK és conegut per les seves sèries documentals, popularitzat per les miniseries Llegat del Futur.
- Uns altres: Cuina, comèdia, anime, exercicis, etc.